# Planches
Planches és un municipi francès situat al departament de l'Orne i a la regió de Normandia. L'any 2007 tenia 182 habitants.

## Demografia

### Població
El 2007 la població de fet de Planches era de 182 persones. Hi havia 80 famílies de les quals 32 eren unipersonals (16 homes vivint sols i 16 dones vivint soles), 20 parelles sense fills, 24 parelles amb fills i 4 famílies monoparentals amb fills.
La població ha evolucionat segons el següent gràfic:
Habitants censats

### Habitatges
El 2007 hi havia 135 habitatges, 83 eren l'habitatge principal de la família, 39 eren segones residències i 13 estaven desocupats. 134 eren cases i 1 era un apartament. Dels 83 habitatges principals, 72 estaven ocupats pels seus propietaris, 10 estaven llogats i ocupats pels llogaters i 1 estava cedit a títol gratuït; 1 tenia una cambra, 2 en tenien dues, 17 en tenien tres, 19 en tenien quatre i 44 en tenien cinc o més. 67 habitatges disposaven pel capbaix d'una plaça de pàrquing. A 46 habitatges hi havia un automòbil i a 32 n'hi havia dos o més.

### Piràmide de població
La piràmide de població per edats i sexe el 2009 era:
| Homes | Edats   | Dones |
| ----- | ------- | ----- |
| 0     | 95 o +  | 0     |
| 0     | 90 a 94 | 0     |
| 0     | 85 a 89 | 4     |
| 4     | 80 a 84 | 0     |
| 8     | 75 a 79 | 20    |
| 8     | 70 a 74 | 4     |
| 4     | 65 a 69 | 16    |
| 0     | 60 a 64 | 0     |
| 4     | 55 a 59 | 4     |
| 4     | 50 a 54 | 0     |
| 12    | 45 a 49 | 8     |
| 8     | 40 a 44 | 4     |
| 4     | 35 a 39 | 20    |
| 4     | 30 a 34 | 0     |
| 0     | 25 a 29 | 0     |
| 0     | 20 a 24 | 0     |
| 0     | 15 a 19 | 0     |
| 12    | 10 a 14 | 4     |
| 4     | 5 a 9   | 0     |
| 4     | 0 a 4   | 0     |

## Economia
El 2007 la població en edat de treballar era de 97 persones, 73 eren actives i 24 eren inactives. De les 73 persones actives 64 estaven ocupades (36 homes i 28 dones) i 9 estaven aturades (5 homes i 4 dones). De les 24 persones inactives 9 estaven jubilades, 5 estaven estudiant i 10 estaven classificades com a «altres inactius».

### Ingressos
El 2009 a Planches hi havia 85 unitats fiscals que integraven 199 persones, la mediana anual d'ingressos fiscals per persona era de 14.529 €.

### Activitats econòmiques
Dels 8 establiments que hi havia el 2007, 3 eren d'empreses de construcció, 2 d'empreses de comerç i reparació d'automòbils, 1 d'una empresa immobiliària i 2 d'empreses classificades com a «altres activitats de serveis».
Dels 4 establiments de servei als particulars que hi havia el 2009, 1 era un paleta, 2 lampisteries i 1 restaurant.
L'any 2000 a Planches hi havia 15 explotacions agrícoles que ocupaven un total de 492 hectàrees.

## Poblacions més properes
El següent diagrama mostra les poblacions més properes.